# Sakapultek
El sakapultek és una llengua maia estretament relacionada amb el quitxé. És parlada pels sakapulteks a Sacapulas, al departament d'El Quiché (Guatemala) i a la ciutat de Guatemala, per unes 7.000 persones.

## Escriptura
La llengua, com les altres llengües maies de Guatemala té una escriptura basada en l'alfabet llatí, derivat, en partie, de l'ortografia espanyola.

## Fonologia
Les tables presenten els fonemes del sipakapense, amb l'ortografia en ús a Guatemala.

### Vocals
|         | anterior  | Central   | Posterior |
| ------- | --------- | --------- | --------- |
| tancada | i i ii iː |           | u u uu uː |
| Mitjana | e e ee eː |           | o o oo oː |
| Oberta  |           | a a aa aː |           |

### Consonants
|            |            | Bilabial | Alveolar | Palatal | Velar | Uvular | Glotal |
| ---------- | ---------- | -------- | -------- | ------- | ----- | ------ | ------ |
| Oclusives  | Sordes     | p p      | t t      |         | k k   | q q    | ’ ʔ    |
| Oclusives  | Ejectives  |          | tʼ tʼ    |         | kʼ kʼ | qʼ qʼ  |        |
| Oclusives  | Implosives | bʼ ɓ     |          |         |       |        |        |
| Fricatives | Fricatives |          | s s      |         |       | j χ    |        |
| Africades  | Sordes     |          | tz t͡s    | ch t͡ʃ   |       |        |        |
| Africades  | Ejectives  |          | tzʼ t͡sʼ  | chʼ t͡ʃʼ |       |        |        |
| Nasals     | Nasals     | m m      | n n      |         |       |        |        |
| Líquides   | Líquides   |          | l l      |         |       |        |        |
| Vibrant    | Vibrant    |          | r r      |         |       |        |        |
| Semivocals | Semivocals | w w      |          | y j     |       |        |        |